# Pengornis
Pengornis ist eine ausgestorbene Gattung der Enantiornithes. Der Gattungsname ist eine Kombination aus Peng, ein riesiger Vogel aus der chinesischen Mythologie, und dem altgriechischen ornis „Vogel“.
Die einzig bekannte Art ist Pengornis houi. Die Artenbezeichnung ehrt dem Paläontologen Lianhai Hou.
Die Benennung und Beschreibung erfolgte 2008 durch Zhou Zhonghe, Julia Clarke und Zhang Fucheng.

## Überreste
Das Fossil (Holotyp IVPP V15336) wurde in der Jiufotang-Formation entdeckt, welche im heutigen China liegt. Es wird auf ca. 120 Millionen Jahre alt geschätzt und liegen somit in der Unterkreide (Aptium). Das Exemplar besteht aus einem teilweise gegliederten Skelett mit Schädel, ohne Brustbein, Becken und dem Linken Arm.
Das Exemplar IVPP V18632 wurde 2014 zwar erst den Pengornis zugeteilt, dies wurde aber 2015 widerrufen. Es ist nun als Parapengornis deklariert.
Die Überreste werden auf Einzelplatten aufbewahrt und befinden sich derzeit im Institut für Wirbeltierpaläontologie und Paläoanthropologie in Peking.

### Holotyp IVPP V15336
Der Pygostyl ist länglich mit Querfortsätzen, die über gesamte Länge miteinander verschmolzenen sind. Das Gewicht wurde erst auf 440 Gramm geschätzt und später auf 235 Gramm verbessert. Die Rückenwirbel haben tiefe seitliche Aushöhlungen. Der Oberarmknochen hat einen abgeflachten, kugelförmigen Kopf.

## Besonderheiten
Pengornis waren ca. 30 cm groß. Im Jahr 2008 war es das größte aus der Unterkreide bekannte Mitglied der Enantiornithen. Die Vorderbeine waren signifikant länger als die Hinterbeine.